# Млынокский сельсовет
Млынокский сельсовет (белор. Млыноцкі сельсавет; до 1977 года — Ельский) — упразднённая административная единица на территории Ельского района Гомельской области Республики Беларусь. Административный центр — агрогородок Млынок.

## История
25 февраля 1977 года Ельский сельсовет был переименован в Млыноцкий.
С 29 ноября 2005 года исключена из данных по учёту административно-территориальных и территориальных единиц деревня Половковский Млынок.
26 сентября 2006 года населённые пункты Добрынский, Добрынь, Даниловка были переданы в состав Розалюксембургского сельсовета (ныне — Добрынский сельсовет).
15 января 2023 года Добрынский и Млынокский сельсоветы Ельского района Гомельской области объединены в одну административно-территориальную единицу — Добрынский сельсовет Ельского района Гомельской области, с включением в его состав земельных участков Млынокского сельсовета.

## Состав
Млынокский сельсовет включает 8 населённых пунктов:
- Бобруйки — деревня.
- Княжеборье — деревня.
- Мазуры — деревня.
- Млынок — агрогородок.
- Полесск — посёлок.
- Половки — деревня.
- Санюки — деревня.
- Ульяновка — деревня.

Упразднённые населённые пункты на территории сельсовета:
- Даниловка — деревня.
- Добрынский — посёлок.
- Добрынь — деревня.
- Половковский Млынок — деревня[2].